# Scorcher
Scorcher is een Amerikaanse film uit 2002 van regisseur James Seale.

## Verhaal
Op verschillende plekken in de wereld eindigt een ondergrondse test met nucleaire bommen in een ramp. Door de explosies verandert het zwaartepunt van de aarde, waardoor deze naar de zon toe beweegt en de hitte stijgt tot ondraaglijke hoogte. Wetenschappers Matthew Sallin en zijn dochter Julie McGrath proberen met hulp van kolonel Ryan Beckett het evenwicht te herstellen door op twee plaatsen in Los Angeles een thermonucleaire bom tot ontploffing te brengen. Dan wordt Beckett’s dochter gekidnapt door een gek die het einde van de wereld juist verwelkomt en Sallin, Beckett en McGrath tegen elke prijs wil stoppen.

## Rolbezetting
- Mark Dacascos als Ryan Beckett
- John Rhys-Davies als dr. Matthew Sallin
- Tamara Davies als Julie McGrath
- Mark Rolston als geheim agent Kellaway
- Rutger Hauer als president Nelson
- Rayne Marcus als Faith Beckett
- G.W. Bailey als generaal Timothy Moore
- Thomas F. Duffy als Anderson
- Samuel Lloyd als Fingers
- Michael Jace als MacVaughn
- Jeffrey Johnson als Styles
- Billy Maddox als Norris
- Alex Datcher als Janet Hill
- Cathleen Kaelyn als Tara Beckett
- Joel West als Zero
- Josh Hammond als Matt
- Beth Riesgraf als Krissy
- Ivonne Coll als burgemeester Salizar